# 突破策略
突破策略（英語：Price channel）是常用於股票或物價，並轉換為線性趨勢圖表的市場行銷策略模式。一對趨勢線有可能是水平、上升或下降的狀態。當價格的起伏範圍並非在代表支撐或阻力的趨勢線內時，價格的趨勢即突破了正常的規律，因此買家需要透過交易策略進一步辨別是否為真突破，或是買家使用突破策略產生出的假突破現象。